# Станислав Дечев
Станислав Дечев е роден на 10 юли 1976 г. в Хасково. Магистър по автоматика и системотехника от пловдивския филиал на Техническия университет в София. Работил е в ДФ „Земеделие“ - Разплащателна агенция, Хасково.

## Биография
Станислав Дечев е роден на 10 юли 1976 г. в Хасково. Магистър по автоматика и системотехника от пловдивския филиал на Техническия университет в София. Работил е в ДФ „Земеделие“ - Разплащателна агенция, Хасково.

### Политическа дейност
От 2011 г. е общински съветник в Хасково, до назначаването му за зам.-областен управител на област Хасково в края на 2014 г. През ноември 2015 година е назначен за областен управител на област Хасково. На парламентарните избори през март 2017 г. той е избран за народен представител в 44 НС от ПП ГЕРБ. Назначен е за областен управител на област Хасково с решение на Министерски съвет от 10 май 2017 г.
На местните избори на 27 октомври 2019 г. Станислав Дечев е избран на първи тур за кмет на Община Хасково.
През първия мандат на управление на Станислав Дечев в Хасково е построен първият в града Закрит плувен комплекс. Модерното спортно съоръжение разполага с два басейна – за деца и за възрастни. Големият басейн е с пет коридора за плувни спортове с размери 12,5 на 25 метра с дълбочина от 1,8 до 2,00м. Това е първият общински плувен комплекс в историята на Хасково. Година след построяването на басейна, в съседство с него се изгражда и модерен спортен комплекс с игрища за футбол, баскетбол, волейбол, тенис на корт и др. В центъра на този комплекс е предвидена и зала за бойни спортове.
В същия мандат е построен и Парк „Десети родопски пехотен полк“. Върху 50 дка руини на бивша казарма екипът на Станислав Дечев изгражда нов модерен градски парк в сърцето на Хасково. Финансирането е осигурено през 2020 г. от Правителството с премиер Бойко Борисов и е в размер на 3 900 000 лева. Днес т.нар. „Зелено сърце на Хасково“ е освен място за почивка и за спорт, и за преклонение. Защото централно място в парка заема военният паметник на Десети пехотен родопски полк. Монументът е завършен през 1929 г. по проект на арх. Джангозов. В годините на социализма остава скрит зад казармените зидове. По това време за героизма на Десети родопски полк не се говори. След падането на режима, следват години на разруха. През 2013 г. по инициатива на Граждански инициативен комитет от Хасково, със средства, осигурени от Правителството, в чест на 100-годишнината от превземането на Одринската крепост, монументът беше реставриран. 10 години по-късно, на 26 март 2023 година новият Парк в Хасково носи името „Десети пехотен родопски полк“, а паметникът на славните родопци заема централно място в него.
В периода 2019-2023 г. в Хасково е модернизиран стадион „Младост“, цялостно е обновена пешеходната алея в знаковия за Хасково парк Кенана, изграден е красив подход към Монумента Света Богородица, изградени са нови и ремонтирани съществуващи близо 20 площадки за спорт в паркове и училищни дворове, ремонтирани са сгради на училища, общежитие, детски градини и др., а въпреки ковид-пандемията, икономическата и политическа криза и галопиращата инфлация, Община Хасково приключи мандата без задължения по кредити и други външни финансирания.
На местните избори през 2023 година Станислав Дечев е избран за кмет на община Хасково за втори мандат.
Станислав Дечев е семеен, с едно дете. Владее английски и руски език.